# ASEC FRONTIER
ASEC FRONTIER Co.,Ltd（エ―セック・フロンティア）は東南アジアの貧困救済とASEAN企業へのフィンテック推進を目的に設立されたタイ企業である。

## 創業
会社設立日：2017年3月27日
カセー・チャナオンが東南アジアの貧困救済・フィンテック推進を目的に「ASEC PROJECT」を発足。タパナ・ブンラーをCEOに招き入れ、ASEC FRONTIER Co.,Ltdをタイのバンコクに設立。

## 主要人物
- オーナー：カセー・チャナオン
- CEO：タパナ・ブンラー

## 拠点
29 Bangkok Business Center Building 4th fl. Studio 7, Sukhumvit 63 Road,Klongton-Nua,Wattana,Bangkok Thailand
その他、ベトナム、バヌアツ共和国に支社を設立。日本企業、株式会社ASEC PROJECT PARTNERS.販売事業の契約を締結。同年、台湾企業「GTFC GLUCK CO.,LTD」社と事業契約を締結。

## 事業概要
ASEC FRONTIER Co.,Ltdの主な事業は、フィンテック技術の根幹でもあるブロックチェーンの開発・構築、暗号通貨技術を駆使した先端事業の考案。東南アジア発となる独自のブロックチェーンを用いたフィンテックサービスをASEAN企業へ提供。事業収益の一部を教育支援金として寄付し、タイをはじめとした東南アジアの教育格差の緩和を目指し、貧困問題の解消に貢献。